# Enargia rufula
Enargia rufula là một loài bướm đêm trong họ Noctuidae.